# 예덕나무
예덕나무(Mallotus japonicus)는 낙엽이 지는 교목으로서, 높이는 10m 정도이다. 잎은 달걀 모양으로 얕게 3갈래로 나뉘어 있으며, 가장자리는 매끈한데, 모두 어긋나며, 붉은기를 띤 긴 잎자루를 가지고 있다. 꽃은 암수딴그루로서, 6월경에 녹황색 꽃이 원추꽃차례를 이루면서 달린다. 열매는 삭과로, 10월경에 익고 가시가 있으며, 안에는 3개의 붉은 흑색 씨를 가지고 있다. 주로 산기슭 및 골짜기에서 자라며, 한국에서는 전라도 및 경남·충남 등지에 분포하고 있다. 정원수로 심으며 목재는 기구 제조용으로 쓰인다.